# Saulx-le-Duc
Saulx-le-Duc és un municipi francès, situat al departament de la Costa d'Or i a la regió de Borgonya - Franc Comtat. L'any 2007 tenia 257 habitants.

## Demografia

### Població
El 2007 la població de fet de Saulx-le-Duc era de 257 persones. Hi havia 106 famílies, de les quals 35 eren unipersonals (13 homes vivint sols i 22 dones vivint soles), 27 parelles sense fills, 35 parelles amb fills i 9 famílies monoparentals amb fills.
La població ha evolucionat segons el següent gràfic:
Habitants censats

### Habitatges
El 2007 hi havia 119 habitatges, 106 eren l'habitatge principal de la família, 9 eren segones residències i 3 estaven desocupats. 115 eren cases i 3 eren apartaments. Dels 106 habitatges principals, 90 estaven ocupats pels seus propietaris, 12 estaven llogats i ocupats pels llogaters i 4 estaven cedits a títol gratuït; 4 tenien dues cambres, 14 en tenien tres, 21 en tenien quatre i 67 en tenien cinc o més. 74 habitatges disposaven pel capbaix d'una plaça de pàrquing. A 44 habitatges hi havia un automòbil i a 52 n'hi havia dos o més.

### Piràmide de població
La piràmide de població per edats i sexe el 2009 era:
| Homes | Edats   | Dones |
| ----- | ------- | ----- |
| 0     | 95 o +  | 0     |
| 0     | 90 a 94 | 0     |
| 0     | 85 a 89 | 4     |
| 0     | 80 a 84 | 0     |
| 0     | 75 a 79 | 0     |
| 0     | 70 a 74 | 4     |
| 4     | 65 a 69 | 0     |
| 20    | 60 a 64 | 8     |
| 8     | 55 a 59 | 16    |
| 8     | 50 a 54 | 4     |
| 8     | 45 a 49 | 8     |
| 0     | 40 a 44 | 12    |
| 8     | 35 a 39 | 8     |
| 16    | 30 a 34 | 4     |
| 0     | 25 a 29 | 0     |
| 16    | 20 a 24 | 0     |
| 0     | 15 a 19 | 8     |
| 8     | 10 a 14 | 4     |
| 4     | 5 a 9   | 0     |
| 4     | 0 a 4   | 12    |

## Economia
El 2007 la població en edat de treballar era de 154 persones, 122 eren actives i 32 eren inactives. De les 122 persones actives 112 estaven ocupades (59 homes i 53 dones) i 10 estaven aturades (2 homes i 8 dones). De les 32 persones inactives 14 estaven jubilades, 7 estaven estudiant i 11 estaven classificades com a «altres inactius».

### Ingressos
El 2009 a Saulx-le-Duc hi havia 101 unitats fiscals que integraven 263 persones, la mediana anual d'ingressos fiscals per persona era de 19.189 €.

### Activitats econòmiques
Dels 6 establiments que hi havia el 2007, 1 era d'una empresa de fabricació d'altres productes industrials, 1 d'una empresa de construcció, 1 d'una empresa de comerç i reparació d'automòbils, 1 d'una empresa de serveis, 1 d'una entitat de l'administració pública i 1 d'una empresa classificada com a «altres activitats de serveis».
L'únic servei als particulars que hi havia el 2009 era un electricista.
L'any 2000 a Saulx-le-Duc hi havia 7 explotacions agrícoles que ocupaven un total de 1.260 hectàrees.

## Equipaments sanitaris i escolars
El 2009 hi havia una escola elemental.

## Poblacions més properes
El següent diagrama mostra les poblacions més properes.